# Panopeu
Panopeu, na mitologia grega, foi um herói da Fócida, filho de Foco e pai de Epeu.
Segundo Ásio de Samos, Foco teve dois filhos, Panopeu e Crisus; Panopeu foi o pai de Epeu, o construtor do Cavalo de Troia  e Crisus foi o pai de Estrófio, pai de Pilades.
Foco era filho de Éaco e uma nereida, irmã de Tétis. Seus meio-irmãos, Peleu e Telamon, filhos do casamento de Éaco com Endeis, filha de Sciron, para agradar sua mãe, planejaram assassinar Foco, de forma que parecesse um acidente: durante o pentatlo, Peleu fingiu errar, e atingiu Foco com uma pedra. Peleu e Telamon foram exilados depois disso.
Ele foi um dos herois que parciparam da caçada ao Javali de Calidão. Ele também foi um dos aliados de Anfritrião, quando este guerreou contra Tafos.
Um fragmento de Hesíodo, citado por Plutarco, menciona Aegle (ou Aigle), filha de Panopeu, por quem Teseu estaria apaixonado, e que seria o motivo dele ter abandonado Ariadne.